# Tordesalas
Tordesalas es una localidad de la provincia de Soria, partido judicial de Soria,  Comunidad Autónoma de Castilla y León, España. Pueblo de la Comarca de Campo de Gómara que pertenece al municipio de Torrubia de Soria

## Demografía
En el año 2000 contaba con 4 habitantes, concentrados en el núcleo principal pasando a 5 en 2014.

## Historia
A la caída del Antiguo Régimen la localidad se constituye en municipio constitucional, entonces conocido como Tordesalas en la región de Castilla la Vieja, partido de Soria que en el censo de 1842 contaba con 17 hogares y 71 vecinos.
A mediados del siglo XIX desaparece el municipio porque se integra en Torrubia de Soria.

## Lugares de interés

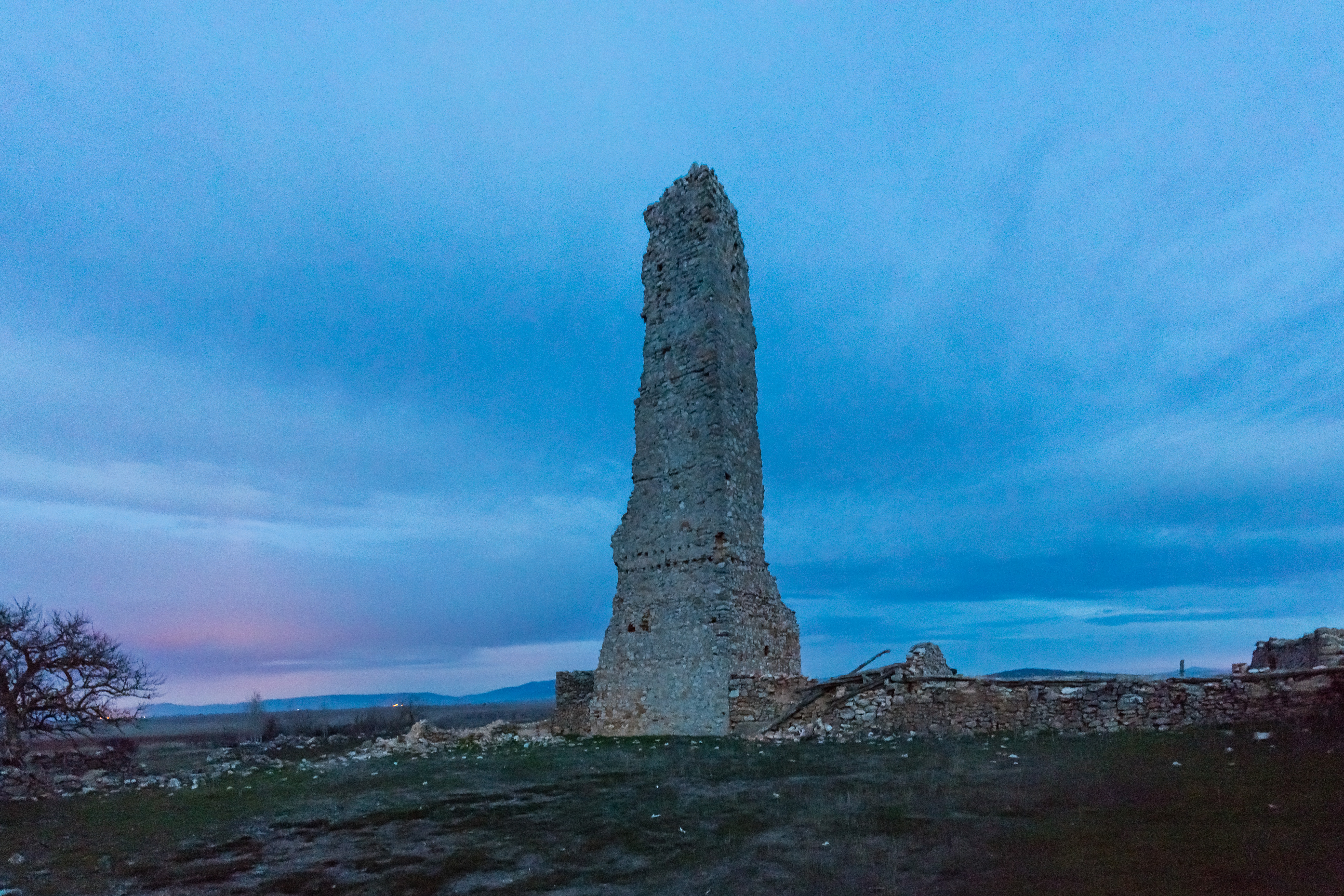
Restos de la torre de Tordesalas.

- Iglesia de Santa Catalina, en ruinas.
- Nueva iglesia de Santa Catalina.
- Ruinas de una torre, de origen bereber.
- Casa del Conde de Gómara, con escudo en la fachada.
- Fuente romana.

## Fiestas
- Santa Catalina, el 25 de noviembre.